# Tvåfärgad timalia
Tvåfärgad timalia (Cyanoderma bicolor) är en fågelart i familjen timalior inom ordningen tättingar.

## Utseende och läte
Tvåfärgad timalia är en liten timalia med rödbrun ovansida och ljusgrått på ansikte och bröst, mot buken vitaktigt. Rund ögat syns bar blå hud och där den sjunger även i en fläck på halsen. Den är något lik brunalkippan, men denna saknar det blå runt ögat. Sången består av ugglelika serier med hoande drillar, men även ljudliga skallrande och tjippande lockläten kan höras.

## Utbredning och systematik
Tvåfärgad timalia förekommer enbart på Borneo. Den delas in i två underarter med följande utbredning:
- Cyanoderma bicolor bicolor – norra Borneo (inklusive ön Banggi)
- Cyanoderma bicolor rufum – södra Borneo

Den betraktades tidigare underart till kastanjevingad timalia (Cyanoderma erythropterum) men urskiljs allt oftare som egen art.

### Släktestillhörighet
Tidigare placerades tvåfärgad timalia med släktingar i Stachyridopsis, då utan kastanjevingad timalia. Studier visar dock att den ingår i släktet, som därmed måste byta namn till Cyanoderma av prioritetsskäl. Längre tillbaka placerades arterna i släktet Stachyris tillsammans med de filippinska arterna som nu förs till Sterrhoptilus och Dasycrotapha i familjen glasögonfåglar.

## Levnadssätt
Tvåfärgad timalia hittas i tropisk regnskog, i låglänta områden och förberg, även i ungskog. Den påträffas vanligen i par eller småflockar som födosöker i skogens mellersta skikt.

## Status och hot
Arten har ett stort utbredningsområde, men tros minska i antal, dock inte tillräckligt kraftigt för att den ska betraktas som hotad. Internationella naturvårdsunionen IUCN listar därför arten som livskraftig (LC).